# Війтовецька селищна рада
Війтове́цька се́лищна ра́да — адміністративно-територіальна одиниця та орган місцевого самоврядування в Волочиському районі Хмельницької області. Адміністративний центр — селище міського типу Війтівці.

## Загальні відомості
- Територія ради: 1,8 км²
- Населення ради: 937 осіб (станом на 2001 рік)

## Населені пункти
Селищній раді підпорядковані населені пункти:
- смт Війтівці

## Склад ради
Рада складається з 16 депутатів та голови.
- Голова ради: Степанюк Ігор Григорович
- Секретар ради: Регула Алла Віталіївна

### Керівний склад попередніх скликань
| Прізвище, ім'я, по батькові | Основні відомості                                                                      | Дата обрання | Дата звільнення |
| --------------------------- | -------------------------------------------------------------------------------------- | ------------ | --------------- |
| Шелест Павло Михайлович     | Селищний голова, 1954 року народження, освіта вища, член Соціалістичної партії України | 26.03.2006   | 31.10.2010      |
| Шелест Павло Михайлович     | Селищний голова, 1954 року народження, освіта вища, безпартійний                       | 31.10.2010   | 11.12.2011      |
| Ткаченко Вадим Анатолійович | Селищний голова, 1972 року народження, освіта середня спеціальна, безпартійний         | 11.12.2011   | 12.07.2013      |
| Степанюк Ігор Григорович    | Селищний голова, 1972 року народження, освіта вища, безпартійний                       | 25.05.2014   |                 |

Примітка: таблиця складена за даними сайту Верховної Ради України

### Депутати
За результатами місцевих виборів 2010 року депутатами ради стали:

#### За суб'єктами висування
| Суб'єкт висування | Кількість обраних депутатів | %    |
| ----------------- | --------------------------- | ---- |
| Самовисування     | 14                          | 87,5 |
| Народна партія    | 2                           | 12,5 |

#### За округами
| № округу       | Прізвище, ім'я, по батькові        | Дата визнання обраним | Освіта             | Партійна приналежність | Відомості про обраного депутата                       |
| -------------- | ---------------------------------- | --------------------- | ------------------ | ---------------------- | ----------------------------------------------------- |
| Народна Партія |                                    |                       |                    |                        |                                                       |
| 2              | Лазарева Тетяна Михайлівна         | 04.11.2010            | середня спеціальна | позапартійна           | Війтовецька амбулаторія, фельдшер                     |
| 3              | Костюк Людмила Вікторівна          | 04.11.2010            | вища               | позапартійна           | Війтовецька селищна рада, секретар                    |
| Самовисування  |                                    |                       |                    |                        |                                                       |
| 1              | Воробйова Олександра Олександрівна | 04.11.2010            | вища               | позапартійна           | Війтовецька загальноосвітня школа І-ІІІ ст., директор |
| 4              | Богач Едуард Анатолійович          | 04.11.2010            | середня            | позапартійний          | Південно західна колія, електромонтер                 |
| 5              | Грех Олександр Станіславович       | 04.11.2010            | середня спеціальна | позапартійний          | Війтовецький будинок культури, директор               |
| 6              | Домбровська Зоя Вікторівна         | 04.11.2010            | середня            | член Партії регіонів   | тимчасово не працює                                   |
| 7              | Бурка Володимир Володимирович      | 04.11.2010            | середня спеціальна | член Партії регіонів   | Південно-західна колія, черговий станції              |
| 8              | Лозіцька Наталя Мойсеївна          | 04.11.2010            | середня спеціальна | позапартійна           | Війтовецький дитячий садок, завідувачка               |
| 9              | Білий Ігор Валерійович             | 04.11.2010            | середня спеціальна | позапартійний          | Волочиський район електромереж, майстер               |
| 10             | Тарасюк Ольга Вікторівна           | 04.11.2010            | вища               | позапартійна           | ТОВ «Агро Волочиськ», діловод                         |
| 11             | Шелест Ірина Павлівна              | 04.11.2010            | вища               | позапартійна           | Війтовецька бібліотека, завідувачка                   |
| 12             | Золотухіна Оксана Миколаївна       | 04.11.2010            | середня спеціальна | позапартійна           | Війтовецька загальноосвітня школа І-ІІІ ст., кухар    |
| 13             | Довгалюк Ніна Петрівна             | 04.11.2010            | середня спеціальна | член Партії регіонів   | ТОВ АГРОТЕК ХПП, бухгалтер                            |
| 14             | Регула Алла Віталіївна             | 04.11.2010            | середня спеціальна | позапартійна           | Волочиський держкомзем, спеціаліст                    |
| 15             | Самодаєва Емілія Йосипівна         | 04.11.2010            | вища               | позапартійна           | пенсіонер                                             |
| 16             | Хомик Ігор Олексійович             | 04.11.2010            | середня спеціальна | позапартійний          | приватний підприємець, продавець                      |